# Nunilone e Alodia
Nunilone e Alodia, o Elodia, (Huesca, ... – Alquézar, 21 o 22 ottobre 851) erano due sorelle gemelle vissute in Aragona nel IX secolo e decapitate per il rifiuto di convertirsi all'islam. Sono venerate come sante dalla Chiesa cattolica.

## Biografia
Figlie di padre musulmano e madre cristiana, di famiglia nobile o comunque benestante, nacquero nel territorio di Huesca durante la dominazione araba della penisola iberica. In base alla sharia, esse erano fin dalla nascita musulmane perché figlie di padre musulmano; tuttavia la madre le educò alla fede cristiana.
Essendo morto il padre quando erano ancora piccole, furono accusate (forse per una questione di eredità) di apostasia; e poiché rifiutavano di riconoscersi musulmane, furono condannate a morte e decapitate nella fortezza di Al-Qasr (oggi Alquézar), probabilmente il 21 o il 22 ottobre dell'anno 851.

## Culto
La devozione verso queste giovanissimi martiri cominciò subito. Già nell'anno 860 le loro reliquie furono trasferite nel Monastero di San Salvatore di Leyre in Navarra (la quale aveva riconquistato l'indipendenza pochi decenni prima).